# Horssjön (Alingsås socken, Västergötland)
Horssjön är en sjö i Alingsås kommun i Västergötland och ingår i Göta älvs huvudavrinningsområde. Sjön har en area på 0,0816 kvadratkilometer och ligger 116,8 meter över havet.

## Delavrinningsområde
Horssjön ingår i det delavrinningsområde (642330-130660) som SMHI kallar för Utloppet av Lilla Färgen. Medelhöjden är 128 meter över havet och ytan är 19,2 kvadratkilometer. Räknas de 2 avrinningsområdena uppströms in blir den ackumulerade arean 74,42 kvadratkilometer. Forsån som avvattnar avrinningsområdet har biflödesordning 3, vilket innebär att vattnet flödar genom totalt 3 vattendrag innan det når havet efter 65 kilometer. Avrinningsområdet består mestadels av skog (83 procent). Avrinningsområdet har 0,81 kvadratkilometer vattenytor vilket ger det en sjöprocent på 4,2 procent. Bebyggelsen i området täcker en yta av 0,29 kvadratkilometer eller 2 procent av avrinningsområdet.